# Es wird etwas geschehen
Es wird etwas geschehen (englische Titel: Something Will Be Done und Action Will Be Taken) ist ein deutscher Kurzspielfilm von Roland Gießer aus dem Jahr 2003 mit Rufus Beck in der Hauptrolle des „Benno“. Der Film ist eine Literaturadaption zur gleichnamigen Kurzgeschichte des Schriftstellers und Nobelpreisträgers Heinrich Böll aus dem Jahr 1956 (zur Kurzgeschichte siehe Weblink). Das Drehbuch schrieb Roland Gießer, der auch die Regie übernahm. Er bekam für die Verfilmung 1999 eine Nachwuchsförderung des vom FilmFernsehFonds Bayern in Höhe von 90.000 DM bewilligt.
Produziert wurde die Verfilmung von der Haifisch Entertainment GmbH (jetzt Aviv Pictures GmbH) des Produzenten Michel Morales, die Produktionsleitung oblag Roland Lippold. Unterstützt wurde die Produktion durch ARRI Digitalfilm, das Münchner Kameraverleihunternehmen FGV Schmidle GmbH und das Grünwalder Tonstudio Sound Shop Michael Stecher (SoundShopMix).
Die Filmmusik komponierte der Schweizer Filmkomponist Fabian Römer. Er orchestrierte die Filmmusik für das Rundfunk-Blasorchester Leipzig; Dirigent für die Aufnahmen war Markus Römer. Fabian Römer entschuldigte sich später bei den Mitgliedern des Blasorchesters mit den Worten „… es war schon erniedrigend, so falsch spielen zu müssen …“.

## Handlung
Benno, von Natur aus „… mehr dem Nachdenken und dem Nichtstun zugeneigt als der Arbeit …“, ist aufgrund permanenter finanzieller Engpässe gezwungen, eine über die Arbeitsvermittlung ausgewählte Festanstellung in der Fabrik von Alfred Wunsiedel anzunehmen.
Benno, der bereits im Auswahlverfahren für die Stelle das „Spiel“ durchschaut und mit übertrieben positiven Antworten im Sinne der Werksleitung mitspielt, bekommt die Stelle und spielt für alle wahrnehmbar pflichteifrig die Rolle des Musterangestellten. Das permanente Credo des Fabrikbesitzers lautet „Es muss etwas geschehen!“, worauf die die Belegschaft stets wie von Wunsiedel vorgeschrieben mit „Es wird etwas geschehen!“ antwortet.
Nach einer kleineren Auseinandersetzung Bennos mit dem Direktor geschieht dann etwas: Wunsiedel stürzt und stirbt in Folge. Der stets nachdenklich wirkende Benno wird von den anderen Fabrikarbeitern dazu auserkoren, ihrem Trauermarsch ein der Trauer würdiges Gesicht zu verleihen und mit einem Kranz künstlicher Rosen hinter Wunsiedels Sarg herzulaufen. Das Spiel dieser Rolle überzeugt den gefundenen Bestattungsunternehmer derart, dass dieser ihm das Angebot für ein Engagement als professionell Trauerndem unterbreitet. Benno kündigt in der Fabrik, nimmt die Anstellung an und entdeckt in dieser wenig fordernden Arbeit seine wahre Berufung.

## Aufführungen und Veröffentlichung
Uraufgeführt wurde der 35-mm-Farbkurzfilm am 1. November 2003 bei den Biberacher Filmfestspielen. Ferner wurde er auf dem exground-Filmfest in der Wiesbadener Caligari FilmBühne und im Rahmen der Regensburger Kurzfilmwoche gezeigt.
Von der Friedrich-Wilhelm-Murnau-Stiftung in Wiesbaden wurde er mit dem Murnau-Kurzfilmpreis 2004 ausgezeichnet.
2007 wurde der Film im Verleih des FWU Instituts für Film und Bild in Wissenschaft und Unterricht in Grünwald für Bildungsträger als Paket mit VHS-Kassette und DVD/DVD-ROM mit anwählbarem Unterrichtsmaterial von Paul Bartsch herausgegeben.